# Tour de Mersin
O Tour de Mersin (em turco Mersin Turu), é uma corrida de ciclismo por etapas turca que se disputa na província de Mersin e foi criada em 2015. Esta corrida faz parte desde a sua criação do UCI Europe Tour, em categoria 2.2.

## Palmarés
| Ano  | Vencedor           | Segundo            | Terceiro            |
| ---- | ------------------ | ------------------ | ------------------- |
| 2015 | Oleksandr Polivoda | Vitaliy Buts       | Mykhaylo Kononenko  |
| 2016 | Nazim Bakırcı      | Ike Groen          | Stefan Hristov      |
| 2017 | Stanislau Bazhkou  | Eduard Vorganov    | Galym Akhmetov      |
| 2018 | Eduard Vorganov    | Stanimir Cholakov  | Germán Tivani       |
| 2019 | Peter Koning       | Branislau Samoilau | Halil İbrahim Doğan |
| 2024 | Marcin Budziński   | Oliver Mattheis    | Dawit Yemane        |

## Palmarés por países
| País          | Vitórias |
| ------------- | -------- |
| Ucrânia       | 1        |
| Turquia       | 1        |
| Bielorrússia  | 1        |
| Rússia        | 1        |
| Países Baixos | 1        |